# Мамо
«Мамо» (с укр. — «Мама») — песня, которую представительница России, уроженка Киева, Анастасия Приходько, исполнила в мае 2009 года на конкурсе песни «Евровидение», заняв 11 место. Эксклюзивные права на цифровое распространение и продажу на территории России сингла «Мамо» получила телекоммуникационная компания МТС.

## Песня

### Музыка
Автором музыки является Константин Меладзе. Но в середине марта 2009 года он был обвинён в плагиате. Преподавательница вокала из Ростова-на-Дону Ядвига Псэпковская заявила, что ещё в декабре отправила на адрес российского отборочного жюри конкурса «Евровидение 2009» песню «Повзрослевшая любовь» в своём исполнении. Она утверждает, что мелодия композиции «Мамо» напоминает её песню:

Когда я услышала песню в её исполнении, то просто обомлела! Мелодия лишь немногим отличается от моей, всего лишь изменён ритмический рисунок.

Пресс-центр Меладзе отказался комментировать эту ситуацию. Ядвига Псэпковская подала в суд.

### Текст
Так как песня писалась специально для украинского отбора на «Евровидение 2009», то изначально текст был на украинском языке (автором украинской версии является Диана Гольдэ), но для российского отбора Константин Меладзе сделал перевод 2 куплетов, однако припев остался оригинальным. Таким образом, на российском отборе композиция была исполнена на двух языках: русском и украинском.
12 марта 2009 года на «Русском радио» состоялась премьера окончательного варианта песни «Мамо», в котором она была исполнена в финале конкурса. Как и утверждал ранее Константин Меладзе, песня сохранилась в русско-украинском варианте: все куплеты и один припев исполняются по-русски, остальные припевы по-украински. Длительность песни была сокращена до 2 мин. 49 с.

### Выпуск
Презентация украинской версии песни прошла 28 февраля 2009 года на шоу Савика Шустера, а 12 марта 2009 года на «Русском радио» состоялась премьера русско-украинского варианта.

## Евровидение

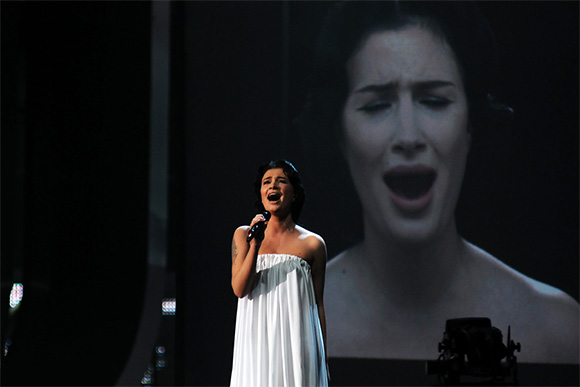
Выступление в финале «Конкурса песни Евровидение 2009» в Москве

Песню «Мамо» выбрали из 16 финалистов российского национального отбора. Народное голосование с помощью sms-сообщений и звонков определило тройку лидеров: «Мамо» (Анастасия Приходько), Back to love (Валерия) и «Любовью отвечай» («Кватро»). Из трёх претендентов профессиональное жюри в прямом эфире выбрало российского участника на «Евровидении 2009». После того, как жюри вернулось с совещания, в руки ведущих был передан конверт с именем победителя. Набрав 6 голосов из 11, победила песня «Мамо».

## Видеоклип

Кадр из видеоклипа «Мамо»

Режиссёром-постановщиком для видеоклипа на композицию «Мамо» стал Алан Бадоев, а оператором — Ярослав Пилунский. Съёмки прошли в Киеве. Изначально премьера видео была намечена на 10 апреля 2009 года, но затем перенесена на неделю позже. 19 апреля видеоклип на песню «Мамо» был презентован на Украине на украинском музыкальном канале M1 в программе «Министерство премьер», а 21 апреля в России на музыкальном канале «Муз-ТВ», который является медиа-партнёром «Первого».

### Сюжет
По сюжету клипа Анастасия Приходько предстаёт в четырёх разных образах, символизирующих осень, зиму, весну и лето. Основной идеей видео является тема гадания.
Первый образ, который появляется в клипе — это весна. Анастасия вместе с двойником находится в ночном весеннем лесу и гадает. Второй образ, иллюстрирующий припев, это зима. Третьим появляется образ лета: Анастасия стоит у освещённого солнцем окна. Четвёртым и заключительным образом стала тема осени, где певица разрывает свадебную фату в клочья.

## Чарты
| Чарты (2009)                     | Высшая позиция |
| -------------------------------- | -------------- |
| Finnish Official Download Chart  | 22             |
| Latvian Airplay Top              | 22             |
| Russian Airplay Chart            | 22             |
| Ukraine\|Ukrainian Airplay Chart | 12             |